# 临河镇 (泗阳县)
临河镇，是中华人民共和国江苏省宿迁市泗阳县下辖的一个乡镇级行政单位。2020年7月，将原众兴镇的杨集、林苗圃、大兴3个居委会划归临河镇管辖。

## 行政区划
临河镇下辖以下地区：
苗圃社区、杨集社区、大兴社区、临河社区、小店社区、胡庄村、曹码村、房湖村、曹渡村、杨工村、云渡村、熊码村、沈圩村、冯庄村、何庄村、西稍村和王三庄村。